# Gaurotes aeneovirens
Gaurotes aeneovirens är en skalbaggsart som beskrevs av Holzschuh 1993. Gaurotes aeneovirens ingår i släktet Gaurotes och familjen långhorningar. Inga underarter finns listade i Catalogue of Life.